# Lebus
Lebus é um município da Alemanha, situado no distrito de Märkisch-Oderland, no estado de Brandemburgo. Tem 54,23 km² de área, e sua população em 2019 foi estimada em 3.124 habitantes.